# 10660 Felixhormuth
A 10660 Felixhormuth (ideiglenes jelöléssel 4348 T-1) a Naprendszer kisbolygóövében található aszteroida. Cornelis Johannes van Houten,  Ingrid van Houten-Groeneveld és Tom Gehrels fedezte fel 1971. március 26-án.